# Marco Saligari
Marco Saligari (né le 18 mai 1965 à Sesto San Giovanni, dans  la province de Milan, en Lombardie) est un coureur cycliste italien, qui est ensuite devenu directeur sportif.

## Biographie
Marco Saligari commence sa carrière professionnelle en 1987 chez Ceramiche Ariostea. Il reste dans cette équipe pendant sept saisons et y remporte ses principales victoires : le Tour de Suisse 1993 et deux étapes du Tour d'Italie, l'une en 1992, l'autre en 1993. En 1994, il s'engage avec la formation MG Maglificio. Il y gagne notamment une nouvelle étape du Giro. Il effectue ses deux dernières saisons de coureur professionnel au sein de l'équipe française Casino. Il signe son dernier succès en février 1998 au Grand Prix d'ouverture La Marseillaise, lançant une saison prolifique pour Casino.Surnommé « Il Commisario » (le Commissaire) en raison de sa compréhension de la course et de sa capacité à diriger son équipe, il a intégré l'encadrement de l'équipe belge Landbouwkrediet en tant que directeur sportif en 2002.

## Palmarès

### Palmarès amateur
- 1984
  - Trofeo Cassa Rurale e Artigiana di Pianfei
  - Trofeo Angelo Schiatti
  - 2e du championnat d'Italie militaires sur route
  - 3e du Trofeo Comune di Capergnanica
- 1985
  - Trophée de la ville de Castelfidardo
  - Milan-Rapallo
  - Gran Premio Somma
  - Trofeo Amedeo Guizzi
  - Giro della Valsesia :
    - Classement général
    - 1re étape

  - 2e du Gran Premio Capodarco
- 1986
  - Milan-Tortone
  - 3eb étape du Tour du Hainaut occidental
  - 1re étape du Giro della Valsesia
  - 3e du Trophée Antonietto Rancilio

### Palmarès professionnel
| - 1989 - 3e étape du Tour du Trentin - 2e du Tour de Calabre - 1990 - Tour de Toscane - 1991 - 1re étape du Tour de Calabre - 2e du Grand Prix de l'industrie et du commerce de Prato - 1992 - 3e étape de Paris-Nice (contre-la-montre par équipes) - Tour de Calabre : - Classement général - 3e étape - 16e étape du Tour d'Italie - 1993 - Grand Prix de l'industrie et de l'artisanat de Larciano - 17e étape du Tour d'Italie - Classement général du Tour de Suisse - 2e du Tour de Romagne | - 1994 - Grand Prix de l'industrie et du commerce de Prato - 6e étape du Tour d'Italie - 5e étape du Tour de Suisse - 3e de l'Amstel Gold Race - 5e du Tour de Romandie - 6e du Tour de Suisse - 8e de Liège-Bastogne-Liège - 1995 - 6e étape de Paris-Nice - 4e étape de la Hofbrau Cup (contre-la-montre par équipes) - 1996 - 1re étape du Tour de Catalogne - 1998 - Grand Prix d'ouverture La Marseillaise |  |

## Résultats sur les grands tours

### Tour de France
2 participations
- 1996 : 72e
- 1997 : 95e

### Tour d'Italie
9 participations
- 1987 : 54e
- 1988 : 93e
- 1990 : 92e
- 1992 : 98e, vainqueur de la 16e étape
- 1993 : 52e, vainqueur de la 17e étape
- 1994 : 64e, vainqueur de la 6e étape
- 1995 : 67e
- 1996 : 44e
- 1998 : 92e